# Gloria Wekker
Gloria Daisy Wekker (nascida em 13 de junho de 1950) é uma professora emérita holandesa afro-surinamesa ( Universidade de Utrecht ) e escritora que se concentrou em estudos de gênero e sexualidade na região e diáspora afro-caribenha. Ela foi a vencedora do Prêmio Ruth Benedict da American Anthropological Association em 2007.

## Biografia
Gloria Wekker nasceu em 1950 em Paramaribo, Suriname. Sua família migrou para a Holanda quando tinha um ano e morou em um bairro em Amsterdã que antes da Primeira Guerra Mundial anteriormente era predominantemente judeu . Ela retornou a Amsterdã na década de 1970 e tornou-se ativa no Movimento das Mulheres Afro-Europeias. Wekker obteve um mestrado em antropologia cultural pela Universidade de Amsterdã em 1981 e começou sua carreira trabalhando em várias agências governamentais em Amsterdã, como o Ministério da Saúde, Bem-Estar e Cultura em Assuntos de Minorias Étnicas e o Ministério de Assuntos Sociais Assuntos e Emprego. Em 1984, ela se tornou membro fundadora do "Sister Outsider", um círculo literário para mulheres negras lésbicas sediado em Amsterdã, batizado em homenagem ao trabalho de Audre Lorde . Em 1987, ela atuou como Associada de Políticas no Escritório para a Coordenação de Assuntos de Minorias Étnicas.
Em 1992, Wekker obteve seu doutorado na Universidade da Califórnia, em Los Angeles, com uma tese sobre a sexualidade e a subjetividade das mulheres afro-surinames. Em 2001, ela foi nomeada para a cátedra Aletta do Departamento de Estudos da Mulher da Universidade de Utrecht . Seu trabalho se concentra nas interseções do colonialismo, racismo, privilégio branco, teoria feminista, teoria lésbica e mulheres no Caribe.  Seu trabalho lhe rendeu o título de "Holanda Angela Davis " pois ela forçou os holandeses a examinar seus supostos estereótipos e atitudes arraigados em relação ao racismo e ao patriarcado. Ela liderou o debate que questionou a natureza racista de tais imagens icônicas na tradição holandesa como os ajudantes de Sinterklaas (Papai Noel) como golliwogs blackface conhecidos como Zwarte Piet (Black Pete), bem como as imagens do que constitui a beleza.
Wekker foi nomeada em 2004 para o "Triomfprijs" do Conselho de Pesquisa Científica Holandês (prêmio Triunfo). Em 2006, seu livro The Politics of Passion: Women's Sexual Culture in the Afro-Surinamese Diaspora ganhou elogios da críticaref name="review The Politics of Passion">Miller-Young, Mireille (abril de 2008). «Book review: Gloria Wekker, The Politics of Passion: Women's Sexual Culture in the Afro-Surinamese Diaspora». Sage Publications. Feminist Theory. 9 (1): 119–120. doi:10.1177/14647001080090010702</ref> Wekker deu a Mosse Lecture de 2009, intitulada Van Homo Nostalgie en betere tijden. Multiculturaliteit en postkolonialiteit ( On Gay Nostalgia and better times. Multiculturalismo e pós-colonialismo ). Em 2011, ela começou um ano sabático para trabalhar no Instituto Holandês de Estudos Avançados em um projeto de pesquisa, que resultou na publicação em 2016 de White Innocence: Paradoxes of Colonialism and Race . Por causa de seu trabalho com sociologia e política, Wekker liderou um comitê internacional que foi nomeado na Universidade de Amsterdã em 2015 para aumentar a diversidade na universidade. O comitê publicou suas descobertas no relatório Vamos fazer diversidade em 2016.

## Trabalhos selecionados
- Wekker, Gloria (1986). Oog in oog: over het werk van Audre Lorde (em neerlandês). Utrecht, The Netherlands: Savannah Bay
- Wekker, Gloria; Wekker, Herman (1990). 'Coming in from the cold': linguistic and socio-cultural aspects of the translation of Black English Vernacular literary texts into Surinamese Dutch (em neerlandês). Leiden, The Netherlands: Vakgroep Engels
- Wekker, Gloria. "I am gold money": (I pass through all hands, but I do not lose my value): the construction of selves, gender and sexualities in a female working class, Afro-Surinamese setting (Ph.D.)
- Wekker, Gloria (1994). Ik ben een gouden munt, ik ga door vele handen, maar verlies mijn waarde niet: subjectiviteit en seksualiteit van Creoolse volksklasse vrouwen in Paramaribo (em neerlandês). Amsterdam, The Netherlands: VITA
- Wekker, Gloria (1997). «One finger does not drink okra soup: Afro-Surinamese women and critical agency». New York, NY: Routledge. Feminist Genealogies, Colonial Legacies, Democratic Futures: 330–352
- Wekker, Gloria (1998). «Thamyris». Leiden, The Netherlands: Brill Publishers. Feminist Genealogies, Colonial Legacies, Democratic Futures. 5 (1): 105–129
- Wekker, Gloria (2001). «Mati-ism and black lesbianism: two idealtypical expressions of female homosexuality in black communities of the diaspora». In:  Constantine-Simms. The Greatest Taboo: Homosexuality in Black Communities. Los Angeles, California: Alyson Books. pp. 149–162. ISBN 978-1-55583-564-4
- Wekker, Gloria (2002). Nesten bouwen op een winderige plek : denken over gender en etniciteit in Nederland (em neerlandês). Utrecht, The Netherlands: Universiteit Utrecht, Faculteit der Letteren. ISBN 978-907-6-91223-3
- Wekker, Gloria (2001). Of mimic men and unruly women: exploring sexuality and gender in Surinamese family systems. Cave Hill, Barbados: University of the West Indies
- Wekker, Gloria (2006). The Politics of Passion: Women's Sexual Culture in the Afro-Surinamese Diaspora. New York, New York: Columbia University Press. ISBN 978-0-231-13162-9
- Wekker, Gloria (2009). «Afro-Surinamese women's sexual culture and the long shadows of the past». In:  Barrow; Bruin; Carr. Sexuality, Social Exclusion & Human Rights: Vulnerability in the Caribbean Context of HIV. Kingston, Jamaica: Ian Randle Publishers. pp. 192–214. ISBN 978-976-637-395-5
- Wekker, Gloria (2016). White Innocence: Paradoxes of Colonialism and Race. Durham, North Carolina: Duke University Press